# Alom-begwi-no-sis
 (août 2023).
Dans la mythologie abénaquise, les Alom-begwi-no-sis sont des nains aquatiques. 
Ils peuvent diminuer ou augmenter leur taille à volonté. Ils possèdent un chaudron dans lequel ils peuvent transformer quelques grains de maïs en une quantité énorme de maïs. Selon certaines traditions, l'un d'entre eux pourrait prédire une mort par noyade, selon d'autres ils seraient eux-mêmes responsables des noyades en renversant les canoës.